# Dicranomyia (Dicranomyia) euryrhyncha
Dicranomyia (Dicranomyia) euryrhyncha is een tweevleugelige uit de familie steltmuggen (Limoniidae). De soort komt voor in het Oriëntaals gebied.